# Xenomeris arbuti
Xenomeris arbuti är en svampart som beskrevs av E. Müll. 1962. Xenomeris arbuti ingår i släktet Xenomeris, ordningen Capnodiales, klassen Dothideomycetes, divisionen sporsäcksvampar och riket svampar.   Inga underarter finns listade i Catalogue of Life.